# Ga Surisan
Ga Surisan là ga đường sắt trên Tàu điện ngầm vùng thủ đô Seoul tuyến 4. Nó nằm giữa Ga Sanbon và Ga Daeyami. Mở cửa vào 18 tháng 7 năm 2003, tên của ga Surisan có nguồn gốc từ núi Suri nằm gần nhà ga. Nhưng sự thật, núi Suri nằm cách một khoảng xa so với ga Suri.

## Bố trí ga
| ↑ Sanbon  |
| \| ２     |
| Daeyami ↓ |

| １ | ● Tuyến 4 | → Hướng đi Sangnoksu · Ansan · Oido →                     |
| ２ | ● Tuyến 4 | ← Hướng đi Geumjeong · Sadang · đại học Hansung · Jinjeop |